# Schelto van Citters
Jonkheer Schelto van Citters (Den Haag, 13 januari 1865 – Brummen, 13 maart 1942) was een Nederlands bestuurder.

## Loopbaan
Van Citters stond bekend als een conservatieve, strenggelovige, hoffelijke en gematigde bestuurder. Hij doorliep een ambtelijke loopbaan en werd uiteindelijk, ten tijde van het kabinet-Kuyper, secretaris-generaal van Financiën. In 1907 volgde hij in het district Ede als Haagse topambtenaar een uitgesproken vertegenwoordiger van de gereformeerden van De Veluwe op en zat twee jaar voor de ARP in de Tweede Kamer. Daarna was hij zestien jaar Commissaris der Koningin in Gelderland. Van Citters zette zich bijzonder in voor uitbouw van de Landbouwhogeschool in Wageningen. Hij moest die functie opgeven vanwege doofheid. Hij was vervolgens van 1929 tot zijn overlijden in 1942 nog Eerste Kamerlid. Van Citters was eigenaar van en bewoonde Kasteel Groot Engelenburg. Hij verzocht in november 1918, aan het einde van de Eerste Wereldoorlog, Godard John George Charles graaf van Aldenburg Bentinck onderdak te verlenen aan de laatste Duitse keizer Wilhelm II van Duitsland in kasteel Amerongen. Daar zou de keizer uiteindelijk ook zijn abdicatie gaan ondertekenen.

## Privéleven
Van Citters was een kleinzoon van Schelto van Heemstra (1807-1864). Hij was de schoonvader van Connie Patijn en de grootvader van Schelto, Michiel en Jack Patijn.
- Biografisch Portaal: 14194031
- International Standard Name Identifier: 0000 0000 4492 6973
- Library of Congress Control Number: no2002080636
- Nederlandse Thesaurus van Auteursnamen: 073452327
- Parlement.com: vg09lkz4i9yy
- Virtual International Authority File: 75989576
- WorldCat: E39PBJvd4Wh3DRg8PvVBfDq4v3